# Kalcerrytus excultus
Kalcerrytus excultus là một loài nhện trong họ Salticidae.
Loài này thuộc chi Kalcerrytus. Kalcerrytus excultus được Eugène Simon miêu tả năm 1902.